# Max Weber (Politiker, 1931)
Max Weber (* 24. Januar 1931 in Jägerwirth; † 6. August 2022) war ein deutscher Sozialpolitiker und ehemaliger bayerischer Landtagsabgeordneter der SPD.

## Leben
Weber wuchs im niederbayerischen Landkreis Passau auf. Als Kleinkind erkrankte er an Kinderlähmung und erlitt eine bleibende Gehbehinderung. Nach einer Schneiderausbildung bei der Firma Loden-Frey in München – der Vater des späteren SPD-Fraktionsvorsitzenden im Bayerischen Landtag Franz Maget war dort ein Lehrlingskollege von Weber – arbeitete er ab 1958 als Industrieschneider im Unternehmen und engagierte sich ab 1958 als Betriebsrat und ab 1967 als Betriebsratsvorsitzender. Im Jahr 1974 wurde er Sozialrechtssekretär beim DGB München und 1982 als Kandidat des Stimmkreises München-Moosach in den Bayerischen Landtag (10. Wahlperiode) gewählt. Bei der Landtagswahl 1986 zog er erneut in den Landtag ein, nun über die Liste des Wahlkreises Oberbayern. Er war langjähriges Mitglied des Fördervereines Archiv der Münchner Arbeiterbewegung.

## Ehrungen
Weber wurde im Jahr 2003 der Wilhelm-Hoegner-Preis der bayerischen SPD-Landtagsfraktion verliehen.